# Bute Park
Bute Park es un parque ubicado en la capital de Gales, Cardiff. 

## Localización
Se extiende desde el Castillo de Cardiff hacia el norte de la ciudad, atravesando buena parte del centro urbano y siguiendo el curso del río Taff. 

## Ecología
Es uno de los principales pulmones verdes de la capital galesa, y en él se alternan las zonas de prados de césped con zonas de arbolado. Abunda la avifauna y es posible observar alguna que otra ardilla. Los habitantes de Cardiff tienen en este parque una de las zonas urbanas destinadas al deporte y el ocio en contacto con la naturaleza más representativas del sur de Gales.
- Datos: Q3399164
- Multimedia: Bute Park / Q3399164